# John Cam Hobhouse
Pour les articles homonymes, voir Hobhouse.
John Cam Hobhouse, baron Broughton of Broughton de Gyfford, né à Bristol le 27 juin 1786 et décédé à Londres le 3 juin 1869, est un homme politique et écrivain britannique. Il est l'un des plus proches amis de Lord Byron.
Issu d'une riche famille industrielle, il fait ses études à Cambridge où il rencontre Lord Byron. Ensemble, ils font leur Grand Tour de juillet 1809 à juillet 1810, en Grèce, une des raisons de leur philhellénisme ensuite. Hobhouse fait un bref passage dans l'armée au cours des dernières guerres napoléoniennes. Il assiste ainsi au retour à Paris des Bourbons, qu'il déteste tandis qu'il est un admirateur de Napoléon. Il reste un ami fidèle de Byron : il est son témoin lors de son mariage puis va le retrouver sur le continent lors de son exil.
À la fin des années 1810, Hobhouse entre en politique. Il se fait élire au parlement britannique en tant que « radical » (l'extrême-gauche britannique alors). Si le début de sa carrière montre qu'il est favorable à un certain nombre de réformes, il se révèle vite beaucoup plus modéré que ses discours. Ainsi, pour lui, la Great Reform de 1832 est suffisante, ce qui n'est pas réellement une attitude radical. Il entre au gouvernement au début des années 1830, devient un proche de Lord Melbourne et du roi Guillaume IV et assiste à la prestation de serment de la nouvelle reine Victoria. Devenu ouvertement whig, il a des difficultés à se faire réélire et doit recourir aux pratiques électorales qu'il dénonçait dans sa jeunesse pour conserver un siège au Parlement.
Président du Board of Control for India, il soutient une politique coloniale expansionniste et est en partie responsable du désastre britannique en Afghanistan au début des années 1840. Il est alors considéré comme l'un des membres les plus conservateurs du gouvernement whig de John Russell.
Il prend sa retraite politique en 1852, n'intervenant plus que pour le débat de 1858 sur l'Inde. Il consacre ses dernières années à la lecture et à l'écriture.

## Biographie

### Famille et éducation
John Cam Hobhouse est le fils aîné du baronnet Benjamin Hobhouse (1757–1831) et de son épouse Charlotte Cam (décédée en 1791). Son père est un très riche industriel et homme d'affaires puis homme politique. Cependant, celui-ci, unitarien donc non-conformiste, est exclu du droit de vote jusqu'en 1828. Il est un ardent partisan de l'abolition des Test Acts pour laquelle il mène une campagne active.
John Cam Hobhouse a deux frères et deux sœurs (dont une meurt en bas âge). Après le décès de sa mère, son père se remarie avec Amelia Parry. Ils ont quatorze enfants (demi-frères et demi-sœurs de J. C. Hobhouse).
Hobhouse étudie d'abord à l'école unitarienne de Bristol avant d'aller à la Westminster School puis au Trinity College (Cambridge). Il y obtient le prix Hulsean pour un essai intitulé « Essay on the Origin and Intentions of Sacrifices ». La même année, il obtient son BA. Il obtient son MA en 1811. Il est considéré comme un grand helléniste.
En 1828, John Cam Hobhouse épouse Julia Tomlinson Hay, fille du marquis de Tweeddale et nièce de James Maitland, comte de Lauderdale et Thomas Maitland. Ensemble, ils ont trois filles : Julia, née en 1829 et morte du choléra en 1849, Charlotte née en 1831, et Sophia née en 1832. Son épouse meurt de la tuberculose en 1835.

### Voyages avec Byron

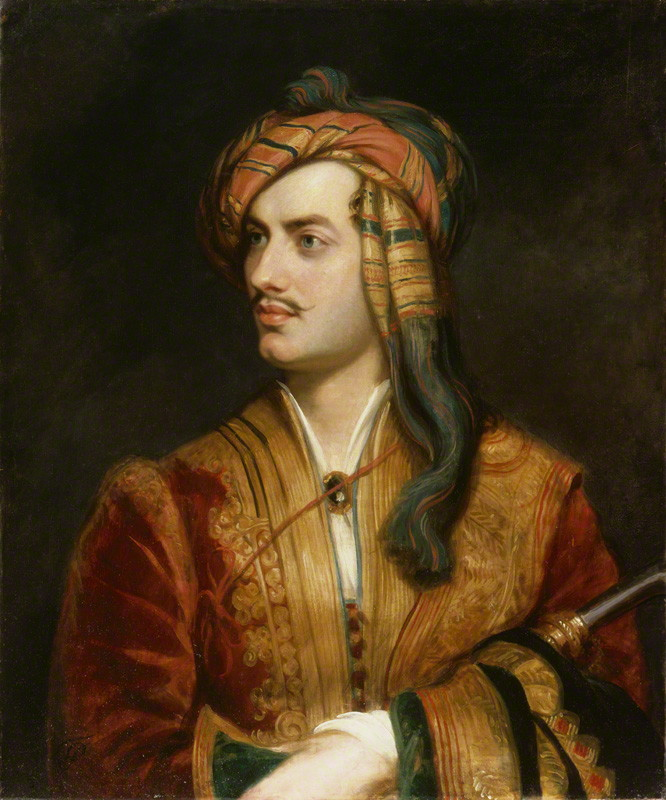
Lord Byron en tenue albanaise, de Thomas Phillips (après 1835 - huile sur toile - 76,5x63,9cm), National Portrait Gallery, Londres

À Cambridge, John Cam Hobhouse se lie d'amitié avec Lord Byron. Ensemble, ils font leur Grand Tour de juillet 1809 à juillet 1810. Ils quittent Falmouth le 2 juillet 1809 pour Lisbonne, puis Séville, Cadix et Gibraltar. Arrivés à Malte le 19 août 1809, il y séjournent un mois. Là, des officiers de la marine britannique et des diplomates leur suggèrent fortement d'aller rendre une visite à Ali Pacha de Janina. Ils atteignent Prévéza le 20 septembre 1809. Ils séjournent à Ioannina chez Ali Pacha en octobre, au moment où les Britanniques font la conquête des îles Ioniennes alors occupées par la France. Ils passent par Missolonghi puis Delphes. Ils arrivent à Athènes le jour de Noël 1809. Ils font de cette ville le centre à partir duquel ils visitent le reste de la Grèce, comme Marathon le 24 janvier 1810, attirés par l'histoire de la bataille. Hobhouse et Byron ont des intérêts différents : le premier s'intéresse plus aux antiquités tandis que le second s'adonne à toute sorte d'activités physiques comme la natation qu'il pratique dès que l'occasion se présente. Leur amitié commence aussi à souffrir du fait d'être constamment ensemble. Par ailleurs, ils constatent les sentiments anti-turcs des Grecs qu'ils rencontrent bien que Hobhouse les méprisât, les trouvant paresseux et voleurs. Il les trouvait dégénérés car le sang de leurs glorieux ancêtres, bien qu'ils en aient gardé le mode de vie, avait été mélangé avec celui d'autres races. Ainsi, il se demande si la religion orthodoxe mérite le nom même de religion, tant elle déborde de superstitions,,,.
Ils partent ensuite pour Smyrne puis Constantinople où ils sont reçus par le sultan Mahmoud II en audience le 10 juillet 1810. Hobhouse quitte Constantinople et Lord Byron le 14 juillet 1810 pour l'Angleterre avec une escale à Malte.
Le voyage donne lieu à la publication d'un récit : A Journey through Albania and other provinces of Turkey, ... qui lui vaut d'être élu à la Royal Society le 19 mai 1814. Il rapporte une importante collection de marbres pour laquelle Lord Byron, resté plus longtemps en Grèce, doit organiser le transport.
L'année suivante, il est le témoin de Byron lors du mariage de celui-ci, le 2 janvier 1815, avec Anne Isabella Milbanke. Il aurait, apparemment à la demande de Byron, tenté de dissuader le prêtre d'officier afin d'empêcher le mariage. Anne Isabella Milbanke ne lui aurait jamais pardonné.
Hobhouse reste fidèle à son ami après sa séparation et son exil continental. À l'automne 1816, il lui rend visite à la Villa Diodati près de Genève en Suisse. Ensemble, ils dînent chez Madame de Staël. Puis, ils vont en Italie à Milan. Ils rencontrent Ludovico di Breme, Vincenzo Monti, Stendhal et Silvio Pellico. Ils visitent ensuite Venise et Rome. Cette rencontre de 1817-1818 entre les deux amis est fructueuse d'un point de vue littéraire : elle permet à Hobhouse d'annoter et illustrer le Chant IV de Childe Harold's, le récit de voyage en Grèce de Byron. Hobhouse travaille en collaboration avec Ugo Foscolo pour la partie sur la littérature italienne de Historical Illustrations to the Fourth Canto of Childe Harold's Pilgrimage.
Hobhouse rend une dernière visite à Byron à Pise en 1822. Il y rencontre Teresa Guiccioli. Les deux amis discutent du Don Juan de Byron dont Hobhouse suggère d'enlever les passages trop politiques. Ils discutent aussi du poème satirique que Byron a écrit pour se moquer de son ami emprisonné en 1820. Lorsqu'ils se séparent Byron dit : « Hobhouse, you should never have come, or you should never go ».
Hobhouse est l'exécuteur testamentaire de Byron, mais l'auteur ne lui confie pas la publication de ses œuvres, sachant qu'il tenterait de le censurer. Malgré tout, Hobhouse réussit à récupérer les Mémoires de Byron et à les détruire en les brûlant, sans les lire le 17 mai 1824.

### Carrière militaire
Les dépenses de John Cam Hobhouse lors de son voyage en Grèce de 1809-1810 (£818) amènent son père à l'obliger à s'engager dans l'armée (où il est capitaine) et à vivre de sa solde, en échange du paiement de ses dettes.
En 1813, il participe à la campagne de Hollande contre Napoléon. En 1814, il assiste avec Henry Grattan à Paris au retour de Louis XVIII. Dans son récit de cet épisode, il montre clairement qu'il préférait Napoléon aux Bourbons (The substance of some letters written by an Englishman resident in Paris during the last reign of the Emperor Napoleon).
En 1815 il revient à Paris pendant les Cent-Jours. Il y rencontre Benjamin Constant. Il voit son héros Napoléon Bonaparte à plusieurs occasions. Il apprend la nouvelle de la défaite de Waterloo, durant laquelle un de ses frères est tué, quand il entre en Suisse et en est profondément attristé.

### Carrière politique

#### Radical?
À Cambridge, John Cam Hobhouse a fondé un club politique whig. Dans les années 1810, il appartient au club whig de Holland House. Il envisage alors de se présenter au parlement britannique pour Cambridge puis y renonce.
C'est finalement en tant que radical qu'il se présente en 1819 pour la circonscription de Westminster. Il est soutenu financièrement par son père et Francis Burdett. Il est battu par George Lamb, le frère de Lord Melbourne. Des incidents se déroulent après la proclamation des résultats, entraînant une prise de distance entre Hobhouse et le Holland House club,.
Il publie divers pamphlets politiques, dont « A Trifling Mistake » en 1819. Ce texte dit que seules les troupes protégeant la Chambre des Communes empêchaient la foule de s'en emparer. Cela lui vaut de passer deux mois en à la prison de Newgate. Il n'est libéré qu'en février 1820 quand le parlement suivant renonce à le poursuivre en justice. Pendant son séjour en prison, se déroule la conspiration de Cato Street qui a envisagé de faire de Hobhouse le chef de leur gouvernement en cas de réussite,.
En mars 1820, lors des élections suivantes, Hobhouse, avec Francis Place comme chef de campagne, réussit à battre Lamb et à se faire élire au Parlement. S'il avait été élu sous l'étiquette « radical », il n'était pas si clair dans ses prises de positions. Il ne se prononce jamais pour le suffrage universel masculin (il ne dit même jamais jusqu'où il voulait étendre le droit de vote) ; il ne défend jamais le vote à bulletin secret. Il ne se montre jamais partisan d'élections législatives annuelles (pourtant un des éléments principaux du programme radical). Par contre, il est un ardent adversaire de la corruption politique (liée alors au problème, entre autres des rotten boroughs). Pour lui, le Great Reform Act de 1832 est suffisant, ce qui n'est pas une attitude radical. Ainsi, il ne soutient pas non plus le chartisme,.
On doit à Hobhouse l'invention lors d'un débat en 1826 du terme « His Majesty's Opposition » pour désigner l'« opposition officielle ». Il s'engage en faveur de nombreuses réformes politiques (réforme de l'administration locale par exemple) ou sociale (réforme des prisons ou lutte contre le travail des enfants). Il participe à la création de l'Université de Londres en 1836, la première à accepter les non-conformistes.

#### Philhellène
Parmi les engagements politiques de Hobhouse, il y a le philhellénisme. Il est un des membres les plus actifs du comité philhellène de Londres. Le 3 mars 1823, il fait partie des vingt-six membres fondateurs de cet organisme. Mais, son « enthousiasme », comme en politique, ne va pas jusqu'à l'engagement direct, malgré sa proximité avec Byron. Ainsi, lorsqu'il s'agit en août 1824, après la mort du poète à Missolonghi, de trouver de nouveaux commissaires pour l'administration du prêt britannique à la Grèce insurgée, Hobhouse se récuse, laissant la place à Henry Bulwer-Lytton. Cependant, le même mois, il est essentiel dans la déblocage des fonds du comité britannique pour la création de la flotte de la Grèce insurgée. Avec Edward Ellice et Francis Burdett, il obtient que £150 000 soient dépensés pour acheter cinq vapeurs et engager Thomas Cochrane de Dundonald comme amiral (ce dernier absorbe à lui tout seul plus du tiers de la somme).

#### Ministre
En février 1832, il devient Secretary at War et fait son entrée au conseil privé. Il réussit à réformer quelques abus dans le fonctionnement de l'armée et fait abolir les châtiments corporels pour les délits les moins graves. Il ne réussit cependant pas à diminuer la taille de l'armée et devient en 1833 Secrétaire en chef pour l'Irlande en mars 1833. Il ne reste cependant pas longtemps. En effet, en avril de la même année, le gouvernement refuse l'abolition de la taxe sur les portes et fenêtres. Or, Hobhouse en a demandé l'abolition quand il était dans l'opposition. Il ne pouvait voter avec le gouvernement. Il doit démissionner. Il démissionne aussi, à la grande surprise de tous, de son siège de parlementaire. Son passage au gouvernement ainsi que la modération de ses idées lui ont fait perdre sa popularité. Il est battu par le colonel George de Lacy Evans qui avait lui l'étiquette radical.
Hobhouse revient aux Communes en juillet 1834 lors d'une législative partielle à Nottingham. En 1841, il est accusé de fraudes (intimidations et corruptions) lors de ce scrutin, mais est à deux reprises blanchi par une commission d'enquête parlementaire. Il est malgré tout battu par un chartiste aux législatives de 1847. Une législative partielle de 1848 à Harwich, l'une des circonscriptions les plus corrompues du Royaume-Uni, lui permet d'être à nouveau élu aux Communes, cette fois sans même venir faire campagne dans sa circonscription.
Lorsque Lord Melbourne devient Premier ministre en juillet 1834, Hobhouse est nommé first commissioner des bois et forêts. Il semblerait que Melbourne lui ait été gré d'avoir empêché Byron d'« enlever » sa femme Caroline Lamb en 1812. Hobhouse et Melbourne sont régulièrement invités à dîner, seuls, avec Guillaume IV. En 1835, Melbourne lui propose son ancien poste à la guerre, mais Hobhouse refuse et devient président du Board of Control for India, qui fait de lui un membre du Cabinet. À ce titre, il est présent pour le premier conseil des ministres de la reine Victoria à Kensington Palace le 20 juin 1837, quand elle prête serment.
Hobhouse soutient la politique anti-russe de Lord Palmerston, principalement en Asie centrale. Il est donc en partie responsable de l'occupation britannique de l'Afghanistan en 1838, de l'installation sur son trône du Shah Shuja et par conséquent de la désastreuse retraite de l'armée britannique depuis Kaboul en janvier 1842, au cours de laquelle son neveu John Byron Hobhouse est tué. Il démissionne en septembre 1841.
Il retrouve son poste au Board of Control for India dans le premier cabinet Russell en 1846. Il passe alors pour l'un des membres les plus conservateurs de ce gouvernement : ainsi, il a peur d'une contagion en Grande-Bretagne, via le chartisme, des révolutions de 1848. Son impérialisme se manifeste dans son soutien de l'annexion du Penjab par James Broun-Ramsay en 1849 ou dans sa volonté de développer les chemins de fer en Inde.
Hobhouse a hérité du titre de baronnet à la mort de son père en 1831. Il est fait baron Broughton of Broughton de Gyfford le 26 février 1851. Il devient ainsi membre de la Chambre des lords à laquelle il ne vient que très peu. Lorsqu'il prend sa retraite politique, début 1852, il est fait Chevalier commandeur de l'ordre du Bain (KCB). Ses derniers engagements politiques sont pour le débat du Government of India Act de 1858.

### Décès
Il consacre ses dernières années à la lecture et l'écriture. Il meurt chez lui, après une courte maladie. Il est enterré au cimetière de Kensal Green.

## Publications

Historical illustrations of the fourth canto of Childe Harold, 1818

- English Bards and Scotch Reviewers, 1809 (poème de Byron, mais les vers 247-262 sont de Hobhouse[1])
- Imitations and Translations from the Antient and Modern Classics together with Original Poems never before published., Londres 1809, dit aussi Mélanges. auxquels participa Byron avec quelques poèmes originaux (cet ouvrage n'eut pourtant aucun succès)
- The Wonders of a Week at Bath, poème comique
- A Journey through Albania and other provinces of Turkey, ..., 2 éditions anglaises : Londres 1813 et 1818, réédition 1855.
- « Lord Byron in Greece » in Westminster Review.
- The substance of some letters written by an Englishman resident in Paris during the last reign of the Emperor Napoleon, trois éditions, et une en français (pour laquelle traducteur et éditeur furent emprisonnés[1])
- Francesca da Rimini, traduction de la pièce de Silvio Pellico
- Historical Illustrations to the Fourth Canto of Childe Harold's Pilgrimage
- A Letter to the Right Honourable George Canning, M. P., 1818
- A Trifling Mistake, 1819
- Recollections of a Long Life., 5 tomes, 1865.